# Beastly
Beastly (Brasil: A Fera  / Portugal:  Beastly - O Feitiço do Amor) é um filme americano de 2011, um romance baseado no livro de Alex Flinn, Beastly - A Fera, uma visão moderna do conto A Bela e a Fera. O filme é escrito e dirigido por Daniel Barnz. A atriz Vanessa Hudgens e o ator Alex Pettyfer ganharam o Prêmio Estrela do Amanhã pelas suas atuações no filme. Estreou em 4 de março de 2011 nos Estados Unidos e surpreendeu em sua semana de lançamento. Foi lançado no dia 23 de Dezembro de 2011 no Brasil, também teve estreia pelo canal Telecine Premium e em 2015 é lançado na Sessão da Tarde no dia 06/11.

## Sinopse
A história do filme segue Kyle Kingson, um jovem que tem tudo, inteligência, beleza, riqueza e boas oportunidades, mas possui uma personalidade perversa e cruel. Após humilhar uma colega de classe, ele é amaldiçoado por ela para se tornar tudo o que ele mais despreza. Enfurecido com a sua nova e horrível aparência, ele vai atrás da garota e descobre que só terá a sua beleza de volta se fizer com que alguém consiga amá-lo, algo que ele considera impossível. Ao ver no que o filho se tornou, o pai do garoto manda-o para Brooklyn com uma empregada e um professor cego. No local, ele se envolve com Lindy Taylor, uma humilde e bela garota que faz com que ele se apaixone por ela, e ela também se apaixona por ele.

## Elenco
- Alex Pettyfer como Kyle Kingson/Hunter
- Vanessa Hudgens como Lindy Taylor.
- Mary-Kate Olsen como Kendra Hilferty
- Neil Patrick Harris como Will Fratalli
- Lisa Gay Hamilton como Zola
- Peter Krause como Rob Kingson
- Dakota Johnson como Sloane Hagen
- Erik Knudsen como Trey Parker
- Gio Perez como Victor

## Desenvolvimento
Em fevereiro de 2009, foi anunciado pela CBS Films que Daniel Barnz foi contratado para dirigir e escrever o roteiro, após a CBS Films comprar os direitos de recurso para Beastly. Este será um dos primeiros projetos a serem colocados em desenvolvimento pela CBS Films. Susan Cartsonis está produzindo o filme através de sua empresa, Storefront Films enquanto Roz Weisberg é co-produtor.
Inicialmente, os executivos esperam uma liberação em 2008 atrasada teatral, mas a greve dos roteiristas adiou essa estratégia. "É uma ideia muito comercial que eu tenho para dizer de uma forma altamente artísticas", disse ele. Ao escrever o roteiro, Barnz foi inspirado no filme, Digam o que Quiserem e Crepúsculo.

## Trilha sonora
A trilha sonora do filme é composta por grandes artistas incluindo Lady Gaga, Tim Myers e Regina Spektor
Faixas
| N.º | Título                    | Artista                            | Duração |  |
| 1.  | "Vanity"                  | Lady Gaga                          |         |  |
| 2.  | "On the Radio"            | Regina Spektor                     |         |  |
| 3.  | "Garden of Exile"         | Toby Martin                        |         |  |
| 4.  | "Get Free"                | The Vines                          |         |  |
| 5.  | "Boys and Girls"          | Raney Shockne feat. Jessie Mann    |         |  |
| 6.  | "Crashing"                | Gersey                             |         |  |
| 7.  | "Transatlanticism"        | Wenzel Templeton feat. Robert Pegg |         |  |
| 8.  | "Today is the Day"        | Tim Myers                          |         |  |
| 9.  | "The Long Goodby"         | Army Navy                          |         |  |
| 10. | "Breathe In, Breathe Out" | Matt Kearney                       |         |  |
| 11. | "Heaven"                  | Fire Theft                         |         |  |
| 12. | "Broken Arrow"            | Pixie Lott                         |         |  |
| 13. | "Be Mine"                 | Kristina & The Dolls               |         |  |

## Produção
No Brasil filme foi distribuído pela Telecine Productions

## Crítica
O filme foi mal recebido pela crítica profissional. Com base na pontuação que o filme alcançou, 21%, o Rotten Tomatoes destacou que "Beastly" é "fundamentalmente equivocado, mal escrito e mal atuado, acrescenta pouco ao legado de seu material de origem atemporal".